# Morti nel 1978/Novembre
| Questa pagina contiene informazioni ricavate automaticamente dalle voci biografiche con l'ausilio del template Bio e di un bot. L'aggiornamento è periodico e automatico e ricostruisce completamente la pagina. Se manca una persona in questa lista, sei pregato di non aggiungerla, ma accertati piuttosto che la sua voce biografica contenga il template Bio e che i dati anagrafici siano correttamente compilati. Se il template Bio manca, inseriscilo tu stesso o, in alternativa, metti l'avviso {{tmp\|Bio}} che ne segnala la mancanza. Se i dati riportati sono sbagliati, correggi direttamente la voce biografica; le modifiche saranno visibili in questa lista entro pochi giorni. Per chiarimenti vedi il progetto biografie. La lista contiene solo le 84 persone che sono citate nell'enciclopedia e per le quali è stato implementato correttamente il template Bio. Pagina aggiornata al 3 mar 2024. |

- 1º novembre - Giuseppe Berto, scrittore, drammaturgo e sceneggiatore italiano (n. 1914)
- 1º novembre - Charles Brommesson, calciatore svedese (n. 1903)
- 2 novembre - Lilli Kann, attrice tedesca (n. 1893)
- 2 novembre - Ottorino Schreiber, generale italiano (n. 1890)
- 3 novembre - Marian Winters, attrice statunitense (n. 1920)
- 4 novembre - Adhemar Serpa, pallanuotista brasiliano (n. 1898)
- 5 novembre - Denis O'Dea, attore irlandese (n. 1905)
- 6 novembre - Harry Bertoia, scultore e designer italiano (n. 1915)
- 6 novembre - Sergio Susmel, calciatore italiano (n. 1923)
- 6 novembre - Heiri Suter, ciclista su strada e pistard svizzero (n. 1899)
- 7 novembre - Raffaele Ottani, politico italiano (n. 1886)
- 7 novembre - Gene Tunney, pugile statunitense (n. 1897)
- 8 novembre - Luigi Bennani, avvocato e politico italiano (n. 1884)
- 8 novembre - Roberto Capone, attivista e terrorista italiano (n. 1954)
- 8 novembre - Giuseppe Pagliei, poliziotto italiano (n. 1949)
- 8 novembre - Jan Paulin, calciatore cecoslovacco (n. 1897)
- 8 novembre - Norman Rockwell, pittore e illustratore statunitense (n. 1894)
- 9 novembre - Jorge Carrera Andrade, poeta e storico ecuadoriano (n. 1902)
- 9 novembre - Virgilio Guzzi, pittore italiano (n. 1902)
- 9 novembre - Dener Pamplona de Abreu, stilista brasiliano (n. 1937)
- 9 novembre - Teofano Ubaldo Stella, vescovo cattolico e missionario italiano (n. 1910)
- 10 novembre - Theo Lingen, attore, regista e sceneggiatore tedesco (n. 1903)
- 11 novembre - Gaudenzio Bono, imprenditore italiano (n. 1901)
- 11 novembre - Bennie Borgmann, cestista, giocatore di baseball e allenatore di pallacanestro statunitense (n. 1899)
- 11 novembre - Karl Ehmer, calciatore tedesco (n. 1906)
- 12 novembre - Len Capewell, calciatore inglese (n. 1895)
- 13 novembre - Beniamino Rosati, medico e ambientalista italiano (n. 1881)
- 14 novembre - Ugo Tarchi, architetto e storico dell'arte italiano (n. 1887)
- 14 novembre - Sigismondo di Prussia, nobile tedesco (n. 1896)
- 15 novembre - Olga Giannini, politica italiana (n. 1896)
- 15 novembre - Margaret Mead, antropologa statunitense (n. 1901)
- 16 novembre - Claude Dauphin, attore francese (n. 1903)
- 17 novembre - Sait Altınordu, calciatore turco (n. 1912)
- 17 novembre - Milič Blahout, alpinista cecoslovacco (n. 1930)
- 17 novembre - Gino Visentin, calciatore italiano (n. 1903)
- 18 novembre - Fede Cheti, artista e imprenditrice italiana (n. 1905)
- 18 novembre - Giulio D'Anna, pittore e editore italiano (n. 1908)
- 18 novembre - Pablo Dorado, calciatore uruguaiano (n. 1908)
- 18 novembre - Jim Jones, criminale e predicatore statunitense (n. 1931)
- 18 novembre - Odette Myrtil, attrice, cantante e violinista statunitense (n. 1898)
- 18 novembre - Leo Ryan, politico e docente statunitense (n. 1925)
- 18 novembre - Jiří Skobla, pesista cecoslovacco (n. 1930)
- 18 novembre - Lennie Tristano, pianista e compositore statunitense (n. 1919)
- 19 novembre - Ernst Eikhof, calciatore tedesco (n. 1892)
- 20 novembre - Giorgio de Chirico, pittore, scultore e scrittore italiano (n. 1888)
- 20 novembre - Ilean Hume, attrice canadese (n. 1896)
- 20 novembre - Leslie Hurry, pittore, scenografo e costumista britannico (n. 1909)
- 20 novembre - Olga Orgonista, pattinatrice artistica su ghiaccio ungherese (n. 1901)
- 20 novembre - Jens August Schade, scrittore danese (n. 1903)
- 21 novembre - Guido Gambarini, musicista e compositore italiano (n. 1907)
- 21 novembre - Hermann Hänggi, ginnasta svizzero (n. 1894)
- 21 novembre - Francesco Giacomo Tricomi, matematico italiano (n. 1897)
- 22 novembre - Sergio Trevisan, calciatore italiano (n. 1916)
- 23 novembre - Jacques Bergier, giornalista e scrittore francese (n. 1912)
- 23 novembre - Mario Bonfantini, scrittore, critico letterario e sceneggiatore italiano (n. 1904)
- 23 novembre - Hadj M'hamed El Anka, cantante algerino (n. 1907)
- 23 novembre - Hanns Johst, poeta, drammaturgo e scrittore tedesco (n. 1890)
- 23 novembre - Ottorino Marcolini, presbitero italiano (n. 1897)
- 23 novembre - George Wilson, giocatore di football americano, allenatore di football americano e cestista statunitense (n. 1914)
- 24 novembre - Hirofumi Daimatsu, allenatore di pallavolo e politico giapponese (n. 1921)
- 24 novembre - Jurij Naumovič Lipskij, astronomo sovietico (n. 1909)
- 24 novembre - Gaspard Rinaldi, ciclista su strada francese (n. 1909)
- 24 novembre - Warren Weaver, scienziato e matematico statunitense (n. 1894)
- 25 novembre - Carmela Carabelli, mistica italiana (n. 1910)
- 25 novembre - Raoul Chaisaz, calciatore francese (n. 1908)
- 25 novembre - Fritz Feierabend, bobbista svizzero (n. 1908)
- 25 novembre - Elena Freda, matematica italiana (n. 1890)
- 25 novembre - Boris Kazakov, calciatore e allenatore di calcio sovietico (n. 1940)
- 25 novembre - Eduard Stiefel, matematico svizzero (n. 1909)
- 26 novembre - Ford Beebe, sceneggiatore, regista e produttore cinematografico statunitense (n. 1888)
- 26 novembre - Mimo Billi, attore italiano (n. 1915)
- 26 novembre - Frank Rosolino, trombonista statunitense (n. 1926)
- 27 novembre - Annette Frances Braun, entomologa statunitense (n. 1884)
- 27 novembre - Josef Hirtreiter, militare tedesco (n. 1909)
- 27 novembre - Roberto Larraz, schermidore argentino (n. 1898)
- 27 novembre - Harvey Milk, politico statunitense (n. 1930)
- 27 novembre - George Moscone, politico statunitense (n. 1929)
- 27 novembre - Ernst Schirlitz, ammiraglio tedesco (n. 1893)
- 27 novembre - Joseph Marie Trịnh Như Khuê, cardinale e arcivescovo cattolico vietnamita (n. 1898)
- 28 novembre - Antonio Liberti, imprenditore e dirigente sportivo argentino (n. 1901)
- 28 novembre - André Morell, attore britannico (n. 1909)
- 28 novembre - Fernando Peyroteo, calciatore e allenatore di calcio portoghese (n. 1918)
- 28 novembre - Carlo Scarpa, architetto e designer italiano (n. 1906)
- 29 novembre - Baltasar Albéniz, allenatore di calcio e calciatore spagnolo (n. 1905)